# Serie A 1958-1959 (rugby a 15)
La serie A 1958-59 fu il 29º campionato nazionale italiano di rugby a 15 di prima divisione.
Si tenne dal 6 ottobre 1958 al 7 giugno 1959 tra 24 squadre divise in 3 gironi da 8 squadre ciascuno, dai quali uscirono le 8 squadre per la fase finale a eliminazione diretta.
Le Fiamme Oro, formazione della Polizia di Stato, che con la loro sezione di Padova avevano vinto il campionato l'anno precedente, nell'edizione in oggetto del torneo presentarono due squadre, quella citata, campione uscente, e quella di stanza a Firenze (e che aveva disputato il precedente campionato di Promozione a Mestre).
L'Udine fu ripescato dalla serie inferiore perché il Venezia fu costretto a interrompere l'attività in quanto rimasta senza impianto sportivo dopo che il Comune non gli rinnovò l'affitto dello stadio Penzo.
Come l'anno precedente, il campionato presentò una finale inedita: se a ripresentarvisi furono, da un lato, le Fiamme Oro di Padova, come avversario a contendere lo scudetto vi fu L’Aquila, per la prima volta presente all'ultimo atto del torneo italiano.
Prevalse il gruppo sportivo della Polizia, che così iscrisse nel proprio palmarès il secondo titolo di campione d'Italia.
A retrocedere furono Udine, Parabiago e CUS Roma.

## Formula del torneo
La modalità di svolgimento del torneo fu la seguente:
- Tre gironi composti da 8 squadre ciascuno;
  - le prime due classificate dei gironi A e B e le prime tre del girone C si qualificarono ai quarti di finale a eliminazione diretta;
  - le terze classificate del girone A e B spareggiarono tra di loro per stabilire l'ottava squadra qualificata ai quarti di finale;
  - l'ultima classificata di ogni girone retrocesse in serie B.
- Turni di eliminazione diretta in incontri di andata e ritorno, con la discriminante del conteggio totale di mete nel doppio incontro in caso di parità di punteggio; anche la finale fu disputata con la formula dell'andata e ritorno[1].

## Squadre partecipanti

### Girone A
- Amatori Milano
- CUS Genova
- CUS Torino
- Diavoli Milano
- Fiamme Oro (Padova)
- Rugby Milano
- Monza
- Parabiago (sponsorizzata Termozeta)

### Girone B
- Brescia
- CUS Parma
- Parma
- Petrarca (Padova)
- Rho (sponsorizzata Giudici)
- Rovigo
- Treviso
- Udine

### Girone C
- L’Aquila
- CUS Roma
- X CoMiliTer (Napoli)
- Fiamme Oro (Firenze)
- S.S. Lazio
- Livorno
- Partenope (Napoli)
- A.S. Roma

## Prima fase

### Girone A
|      | 1ª/8ª giornata              |      |
| ---- | --------------------------- | ---- |
| 20-0 | Milano - CUS Genova         | 11-3 |
| 44-0 | Fiamme Oro - Parabiago      | 41-6 |
| 14-6 | CUS Torino - Diavoli Milano | 26-6 |
| 6-8  | Monza - Amatori Milano      | 3-25 |
|      |                             |      |

|      | 4ª/11ª giornata             |     |
| ---- | --------------------------- | --- |
| 9-9  | CUS Genova - CUS Torino     | 3-5 |
| 3-8  | Parabiago - Monza           | 6-9 |
| 11-8 | Amatori Milano - Fiamme Oro | 0-6 |
| 3-14 | Diavoli Milano - Milano     | 0-3 |
|      |                             |     |

|      | 7ª/14ª giornata             |      |
| ---- | --------------------------- | ---- |
| 0-0  | Monza - Milano              | 0-9  |
| 3-6  | CUS Genova - Diavoli Milano | 0-3  |
| 3-17 | CUS Torino - Fiamme Oro     | 0-12 |
| 28-6 | Amatori Milano - Parabiago  | 52-3 |

|       | 2ª/9ª giornata              |      |
| ----- | --------------------------- | ---- |
| 3-14  | CUS Genova - Fiamme Oro     | 3-16 |
| 10-22 | Parabiago - Milano          | 3-21 |
| 0-3   | Diavoli Milano - Monza      | 3-6  |
| 9-3   | Amatori Milano - CUS Torino | 0-0  |
|       |                             |      |

|      | 5ª/12ª giornata             |      |
| ---- | --------------------------- | ---- |
| 13-0 | Monza - CUS Torino          | 9-6  |
| 3-19 | Milano - Fiamme Oro         | 6-6  |
| 6-9  | CUS Genova - Amatori Milano | 0-28 |
| 6-0  | Diavoli Milano - Parabiago  | 3-8  |

|      | 3ª/10ª giornata             |      |
| ---- | --------------------------- | ---- |
| 3-3  | Monza - CUS Genova          | 0-9  |
| 37-3 | Fiamme Oro - Diavoli Milano | 37-0 |
| 5-15 | Milano - Amatori Milano     | 6-8  |
| 21-3 | CUS Torino - Parabiago      | 8-0  |
|      |                             |      |

|      | 6ª/13ª giornata                 |      |
| ---- | ------------------------------- | ---- |
| 3-6  | Fiamme Oro - Monza              | 11-3 |
| 3-0  | Parabiago - CUS Genova          | 9-15 |
| 3-6  | CUS Torino - Milano             | 0-11 |
| 27-3 | Amatori Milano - Diavoli Milano | 34-9 |

#### Classifica girone A
|               |    | Squadra        | G  | V  | N | P  | PF  | PS  | Pt |
| ------------- | -- | -------------- | -- | -- | - | -- | --- | --- | -- |
|               | 1. | Amatori Milano | 14 | 12 | 1 | 1  | 254 | 64  | 25 |
|               | 2. | Fiamme Oro     | 14 | 11 | 1 | 2  | 271 | 47  | 23 |
|               | 3. | Rugby Milano   | 14 | 8  | 2 | 4  | 137 | 70  | 20 |
|               | 4. | Monza          | 14 | 7  | 2 | 5  | 69  | 86  | 16 |
|               | 5. | CUS Torino     | 14 | 5  | 2 | 7  | 98  | 104 | 12 |
|               | 6. | CUS Genova     | 14 | 2  | 2 | 10 | 57  | 136 | 6  |
|               | 7. | Diavoli Milano | 14 | 3  | 0 | 11 | 51  | 212 | 6  |
| Retrocessione | 8. | Parabiago      | 14 | 2  | 0 | 12 | 60  | 278 | 4  |

### Girone B
|      | 1ª/8ª giornata    |      |
| ---- | ----------------- | ---- |
| 0-8  | Treviso - Parma   | 6-44 |
| 9-16 | Rovigo - Brescia  | 3-0  |
| 6-6  | Rho - Petrarca    | 3-15 |
| 16-0 | CUS Parma - Udine | 5-0  |
|      |                   |      |

|       | 4ª/11ª giornata    |      |
| ----- | ------------------ | ---- |
| 6-6   | Petrarca - Parma   | 3-6  |
| 23-9  | Brescia - Rho      | 0-8  |
| 12-16 | Udine - Treviso    | 5-22 |
| 29-3  | Rovigo - CUS Parma | 6-26 |
|       |                    |      |

|     | 7ª/14ª giornata   |      |
| --- | ----------------- | ---- |
| 6-3 | Rho - Treviso     | 0-10 |
| 3-3 | Petrarca - Rovigo | 0-8  |
| 8-0 | Parma - CUS Parma | 18-3 |
| 3-6 | Udine - Brescia   | 3-22 |

|      | 2ª/9ª giornata       |      |
| ---- | -------------------- | ---- |
| 14-0 | Petrarca - CUS Parma | 0-6  |
| 9-5  | Brescia - Treviso    | 8-0  |
| 12-0 | Parma - Rovigo       | 0-24 |
| 6-22 | Udine - Rho          | 0-9  |
|      |                      |      |

|      | 5ª/12ª giornata  |     |
| ---- | ---------------- | --- |
| 23-3 | Petrarca - Udine | 3-3 |
| 6-6  | CUS Parma - Rho  | 3-9 |
| 6-3  | Rovigo - Treviso | 6-3 |
| 3-6  | Brescia - Parma  | 0-9 |

|      | 3ª/10ª giornata     |      |
| ---- | ------------------- | ---- |
| 0-11 | Udine - Parma       | 0-38 |
| 13-9 | Treviso - Petrarca  | 0-46 |
| 0-14 | Rho - Rovigo        | 0-9  |
| 8-12 | CUS Parma - Brescia | 0-17 |
|      |                     |      |

|       | 6ª/13ª giornata     |      |
| ----- | ------------------- | ---- |
| 8-6   | Rho - Parma         | 3-40 |
| 6-6   | Brescia - Petrarca  | 0-16 |
| 17-12 | Treviso - CUS Parma | 9-0  |
| 9-0   | Rovigo - Udine      | 0-8  |

#### Classifica girone B
|               |    | Squadra   | G  | V  | N | P  | PF  | PS  | Pt |
| ------------- | -- | --------- | -- | -- | - | -- | --- | --- | -- |
|               | 1. | Parma     | 14 | 11 | 1 | 2  | 212 | 56  | 23 |
|               | 2. | Rovigo    | 14 | 9  | 1 | 4  | 126 | 74  | 19 |
|               | 3. | Brescia   | 14 | 8  | 1 | 5  | 122 | 85  | 17 |
|               | 4. | Petrarca  | 14 | 5  | 5 | 4  | 150 | 63  | 15 |
|               | 5. | Rho       | 14 | 6  | 2 | 6  | 89  | 141 | 14 |
|               | 6. | Treviso   | 14 | 6  | 0 | 8  | 107 | 171 | 12 |
|               | 7. | CUS Parma | 14 | 4  | 1 | 9  | 88  | 145 | 9  |
| Retrocessione | 8. | Udine     | 14 | 1  | 1 | 12 | 43  | 202 | 3  |

### Girone C
|     | 1ª/8ª giornata                 |      |
| --- | ------------------------------ | ---- |
| 8-8 | L'Aquila - Partenope           | 8-11 |
| 6-0 | Fiamme Oro Firenze - A.S. Roma | 3-0  |
| 3-0 | CUS Roma - X Comiliter         | 3-3  |
| 8-8 | Livorno - Lazio                | 6-6  |
|     |                                |      |

|       | 4ª/11ª giornata               |      |
| ----- | ----------------------------- | ---- |
| 21-6  | L'Aquila - Fiamme Oro Firenze | 12-0 |
| 10-11 | CUS Roma - Livorno            | 8-9  |
| 3-17  | A.S. Roma - Lazio             | 3-0  |
| 6-9   | X Comiliter - Partenope       | 3-11 |
|       |                               |      |

|      | 7ª/14ª giornata                |      |
| ---- | ------------------------------ | ---- |
| 12-3 | L'Aquila - Livorno             | 5-6  |
| 0-3  | Fiamme Oro Firenze - Partenope | 6-6  |
| 3-6  | Lazio - CUS Roma               | 5-13 |
| 0-17 | A.S. Roma - X Comiliter        | 3-13 |

|      | 2ª/9ª giornata               |      |
| ---- | ---------------------------- | ---- |
| 6-3  | Partenope - CUS Roma         | 12-3 |
| 3-0  | Fiamme Oro Firenze - Livorno | 0-3  |
| 6-8  | A.S. Roma - L'Aquila         | 0-12 |
| 17-3 | Lazio - X Comiliter          | 6-6  |
|      |                              |      |

|      | 5ª/12ª giornata            |       |
| ---- | -------------------------- | ----- |
| 3-8  | Livorno - Partenope        | 5-14  |
| 11-3 | L'Aquila - X Comiliter     | 0-8   |
| 6-3  | Lazio - Fiamme Oro Firenze | 14-11 |
| 6-0  | A.S. Roma - CUS Roma       | 0-0   |

|      | 3ª/10ª giornata                  |       |
| ---- | -------------------------------- | ----- |
| 6-3  | Livorno - A.S. Roma              | 3-14  |
| 8-11 | Lazio - Partenope                | 0-14  |
| 6-16 | Fiamme Oro Firenze - X Comiliter | 11-13 |
| 3-18 | CUS Roma - L'Aquila              | 3-17  |
|      |                                  |       |

|      | 6ª/13ª giornata               |      |
| ---- | ----------------------------- | ---- |
| 3-8  | Lazio - L'Aquila              | 6-23 |
| 5-6  | CUS Roma - Fiamme Oro Firenze | 0-3  |
| 3-3  | Partenope - A.S. Roma         | 11-8 |
| 30-0 | X Comiliter - Livorno         | 12-9 |

#### Classifica girone C
|               |    | Squadra              | G  | V  | N | P | PF  | PS  | Pt |
| ------------- | -- | -------------------- | -- | -- | - | - | --- | --- | -- |
|               | 1. | Partenope            | 14 | 11 | 3 | 0 | 127 | 64  | 25 |
|               | 2. | L’Aquila             | 14 | 10 | 1 | 3 | 163 | 66  | 21 |
|               | 3. | X CoMiliTer          | 14 | 7  | 2 | 5 | 133 | 89  | 16 |
|               | 4. | Livorno              | 14 | 5  | 2 | 7 | 72  | 133 | 12 |
|               | 5. | S.S. Lazio           | 14 | 4  | 3 | 7 | 99  | 118 | 11 |
|               | 6. | Fiamme Oro (Firenze) | 14 | 5  | 1 | 8 | 64  | 99  | 11 |
|               | 7. | A.S. Roma            | 14 | 3  | 2 | 9 | 49  | 99  | 8  |
| Retrocessione | 8. | CUS Roma             | 14 | 3  | 2 | 9 | 60  | 99  | 8  |

### Spareggio terze classificate gironi A - B
|  | Brescia      | 6 |  | 6  |  |  |  |  |  |  |  |  |  |  |
|  | Rugby Milano | 3 |  | 12 |  |  |  |  |  |  |  |  |  |  |

## Quarti di finale
|  | Amatori Milano | 15 |  | 12 |  |  |  |  |  |  |  |  |  |  |
|  | X CoMiliTer    | 3  |  | 3  |  |  |  |  |  |  |  |  |  |  |

|  | Parma      | 9 |  | 3  |  |  |  |  |  |  |  |  |  |  |
|  | Fiamme Oro | 9 |  | 20 |  |  |  |  |  |  |  |  |  |  |

|  | Rugby Milano | 13 |  | 9 |  |  |  |  |  |  |  |  |  |  |
|  | Partenope    | 3  |  | 3 |  |  |  |  |  |  |  |  |  |  |

|  | Rovigo   | 9 |  | 3  |  |  |  |  |  |  |  |  |  |  |
|  | L’Aquila | 3 |  | 11 |  |  |  |  |  |  |  |  |  |  |

## Semifinali
|  | Amatori Milano | 20 |  | 3 |  |  |  |  |  |  |  |  |  |  |
|  | Fiamme Oro     | 14 |  | 9 |  |  |  |  |  |  |  |  |  |  |

|  | L’Aquila     | 13 |  | 6 |  |  |  |  |  |  |  |  |  |  |
|  | Rugby Milano | 6  |  | 3 |  |  |  |  |  |  |  |  |  |  |

## Finale
|  | Fiamme Oro | 9 |  | 17 |  |  |  |  |  |  |  |  |  |  |
|  | L’Aquila   | 3 |  | 0  |  |  |  |  |  |  |  |  |  |  |

## Verdetti
- Fiamme Oro: campioni d'Italia
- Parabiago, Udine, CUS Roma: retrocesse in serie B